# Manuel Blanco Romasanta
Manuel Blanco Romasanta (Regueiro, Esgos, 18 de noviembre de 1809-Ceuta, 14 de diciembre de 1863) fue un asesino en serie español. Autor confeso de trece asesinatos durante el siglo XIX, no fue ejecutado al considerarse el único caso documentado de licantropía clínica (refiriéndose a la enfermedad mental, no al ser mitológico). Conocido como «el Hombre Lobo de Allariz», es considerado como una representación real del sacamantecas o el hombre del saco.

## Biografía
Manuel Blanco Romasanta nació el 18 de noviembre de 1809 en la aldea de Regueiro, Esgos, Orense, Galicia, España como Manuela Blanco Romasanta, fue considerado mujer hasta los 8 años. Fue uno de los cinco hijos de Miguel Blanco y María Romasanta. Era de aspecto físico normal, aunque más bajo que la media, dicen que medía sobre 137 cm, rubio y de facciones suaves o femeninas, descritas por algunos historiadores como "tiernas".
Considerado instruido para la época, pues sabía leer y escribir, además cosía y bordaba, por lo que trabajó como modista. Contrajo matrimonio a los veintidós años, pero su esposa falleció al año siguiente, al parecer no tuvo participación en su muerte.
Tras enviudar, en 1833, decidió dejar la vida sedentaria y empezó a dedicarse a la venta ambulante, trasladándose para ello durante los primeros años por la zona de Esgos y posteriormente abarcando toda Galicia. 
La primera acusación de asesinato le llegaría en 1844 por la muerte, cerca de Ponferrada, de Vicente Fernández, un alguacil de León que pretendía cobrarle una deuda. Tras ser condenado en rebeldía a diez años de prisión, consiguió escaparse a un refugio en el pueblo abandonado de Ermida. Allí convivió con el ganado durante meses.
Volvió a aparecer en público bajo la falsa identidad de Antonio Gómez, esta vez en Rebordechao, mezclándose poco a poco con la población local, y estableciendo progresivamente relaciones personales, ganó en especial la confianza y amistad de las mujeres. Llegó a desempeñar el oficio de tejedor considerado propio de las mujeres en aquella época. Todo ello hizo que arrastrara cierta fama de "afeminado". Además, continuaba ejerciendo de vendedor ambulante y de acompañante sobre todo para aquellas mujeres que debían atravesar los bosques.
Durante esos años es cuando comenzaron sus asesinatos, que cometía en los bosques de Redondela y Argostios. Cometió al menos trece asesinatos, siendo las víctimas siempre mujeres o niños. Las desapariciones pasaban desapercibidas, ya que se encargaba de que sus familiares recibieran misivas contando que se habían establecido en otros lugares, logrando eludir así la justicia durante años.
Su fama como vendedor de un ungüento de grasa se extendió rápidamente por Galicia, pero lugareños comenzaron a sospechar que estaba compuesto por grasa humana. La aparición de algunas pertenencias de los desaparecidos acrecentó las sospechas sobre las desapariciones, cada vez más comentadas. Planeó su huida, llegando a salir de Galicia con un pasaporte falso.
En 1852, finalmente se presentó una denuncia en la ciudad de Escalona alegando que un vendedor ambulante engañaba a mujeres y niños para que viajaran con él, y que luego nunca más se sabía de ellos. Por ello las autoridades -al relacionar más adelante los rumores sobre el vendedor de grasa- iniciaron su búsqueda como sospechoso. Finalmente fue capturado en Nombela (Toledo) y juzgado en Allariz (Orense), siendo fiscal Manuel Blanco Bastida.
Se le acusó de llevarse con él mediante mentiras y engaños a mujeres y niños para matarlos y sacarles el sebo o unto, y posteriormente venderlo. En su defensa, Blanco Romasanta declaró ser víctima de un sortilegio de una bruja que, según él, le hacía transformase en lobo durante las noches de luna llena. Indicó que, convertido en lobo, había matado a trece personas por instinto, usando sus patas y dientes para acabar con sus vidas y comerse los restos en compañía de otros.

La primera vez que me transformé fue en la montaña de Couso. Me encontré con dos lobos grandes con aspecto feroz. De pronto, me caí al suelo, comencé a sentir convulsiones, me revolqué tres veces sin control y a los pocos segundos yo mismo era un lobo. Estuve cinco días merodeando con los otros dos, hasta que volví a recuperar mi cuerpo. El que usted ve ahora, señor juez. Los otros dos lobos venían conmigo, que yo creía que también eran lobos, se cambiaron a forma humana. Eran dos valencianos. Uno se llamaba Antonio y el otro don Genaro. Y también sufrían una maldición como la mía. Durante mucho tiempo salí como lobo con Antonio y don Genaro. Atacamos y nos comimos a varias personas porque teníamos hambre.
Manuel Blanco Romasanta, Causa núm. 1778: Causa contra hombre lobo, juzgados de Allariz (Orense)

Más tarde alegaría que lo que sufría no era una maldición sino una enfermedad. Además, declaró recordar todo lo sucedido una vez transformado de nuevo en ser humano, lo que fue decisivo para su sentencia. La defensa del reo argumentó que no se podía probar un asesinato con una única confesión, aunque ésta fuera la del propio acusado. El juicio (conocido como la "causa contra el hombre lobo") duró aproximadamente un año. La sentencia llegaría el 6 de abril de 1853, cuando Romasanta contaba cuarenta y cuatro años: se consideró que ni estaba loco ni era idiota o maníaco, y se le condenó al garrote vil por los únicos nueve asesinatos que se le pudieron probar y a pagar una multa de mil reales por víctima. 
Un hipnólogo francés que había seguido el caso envió una carta al Ministro de Gracia y Justicia en la que expresaba sus dudas acerca de si Romasanta padecía o no licantropía. Aseguraba haber curado a otros pacientes con la hipnosis y pedía que, antes de ejecutarlo, le dejaran hipnotizarlo. También solicitó la intervención de la reina Isabel II, que a su vez pidió al Tribunal Supremo que revisase el caso. Tiempo después, Isabel II firmó una orden para liberar a Romasanta de la pena capital, reduciéndose ésta a cadena perpetua. Murió el 14 de diciembre de 1863 en la prisión de Ceuta de cáncer de estómago y se desconoce dónde han ido a parar sus restos.
Su vida dio lugar a la creación de cantares de ciego, novelas, documentales y películas.

## Hipótesis sobre su muerte
- Hasta 2009 se creyó que Romasanta había muerto en 1854, en la prisión de Allariz en la que cumplía condena.[3]
- El 30 de mayo de 2009, en un documental de TVG Europa se sospechaba la posibilidad de que hubiera muerto en otro lugar y se apuntaba al castillo de San Antón (La Coruña).
- En 2011 en las Jornadas Manuel Blanco Romasanta celebradas en Allariz a finales de octubre los investigadores orensanos Cástor y Félix Castro Vicente presentaron pruebas (diversos recortes de prensa de la época) que aseguraban que Romasanta falleció en una cárcel de Ceuta de un cáncer de estómago en 1863.[1] Su relatorio con las referencias a las pruebas sobre el fin de Manuel Blanco Romasanta está publicado en su página "Música Rabeosa".[4]

## Retratos en la cultura popular
- La novela El bosque de Ancines (1947) de Carlos Martínez-Barbeito.
- En El bosque del lobo (1970), el director Pedro Olea explicaba la historia de un asesino similar a Romasanta, llamado Benito Freire e interpretado por José Luis López Vázquez.
- En Romasanta. La caza de la bestia (2003), el director español Paco Plaza llevaba a la pantalla una versión del mito de Romasanta. Fue grabado en Barcelona y Galicia.
- La novela Romasanta. Memorias incertas do home lobo (2004) de Alfredo Conde.
- "El sacaúntos de Allariz", en el LP Lucas 15 (Nacho Vegas y Xel Pereda, 2008).
- Laia Abril, Lobismuller, Barcelona: Editorial RM, 2017, fotolibro.
- Emma Pedreira, Besta do seu sangue (Xerais), 2018.
- "Cantar de Romasanta", de Luar na Lubre, en su LP Ribeira Sacra, 2018.